# Plumularia mula
Plumularia mula is een hydroïdpoliep uit de familie Plumulariidae. De poliep komt uit het geslacht Plumularia. Plumularia mula werd in 1936 voor het eerst wetenschappelijk beschreven door Totton. 